# Alejandro Farnesio (cardenal)
Alejandro Farnesio (en italiano: Alessandro Farnese; Valentano, 5 de octubre de 1520-Roma, 2 de marzo de 1589) fue un eclesiástico italiano. Nieto del papa Paulo III, del mismo nombre, e hijo del duque de Parma Pedro Luis Farnesio, fue cardenal durante más de cincuenta años, administrador de una docena de diócesis, diplomático y mecenas.

## Biografía

### Familia y primeros años
Nacido en Valentano (actual provincia de Viterbo, en aquella época perteneciente a los Estados Pontificios) en el seno de la influyente Casa de Farnesio. Fue hijo de Pedro Luis Farnesio (1503-1547), condottiero destacado en las guerras italianas al servicio de Venecia, del Imperio o al suyo propio, hijo natural, legitimado en 1505, del cardenal Farnesio (1468-1549); Su madre Girolama Orsini (1503-1570), de la no menos ilustre familia Orsini, era hija de los condes de Pitigliano. El matrimonio tuvo además otros cuatro hijos: Octavio, sucesor en los estados de su casa, Ranuccio, que también llegaría a cardenal, Victoria, que sería duquesa de Urbino por su boda con Guidobaldo II della Rovere, y Horacio, que casó con la princesa Diana de Francia.
Los dos mayores se encontraban estudiando en el colegio Ancarano de la Universidad de Bolonia bajo la tutela de Filippo Manzoli cuando en 1534 su abuelo fue elegido papa como Paulo III, y siguiendo el nepotismo acostumbrado en la época, Alejandro fue nombrado administrador de la diócesis de Parma 
y con solo 14 años, cardenal de Sant'Angelo in Pescheria en el mismo consistorio en que también fue creado su primo de 16 Guido Ascanio Sforza.

### Ascenso a la sombra de su abuelo

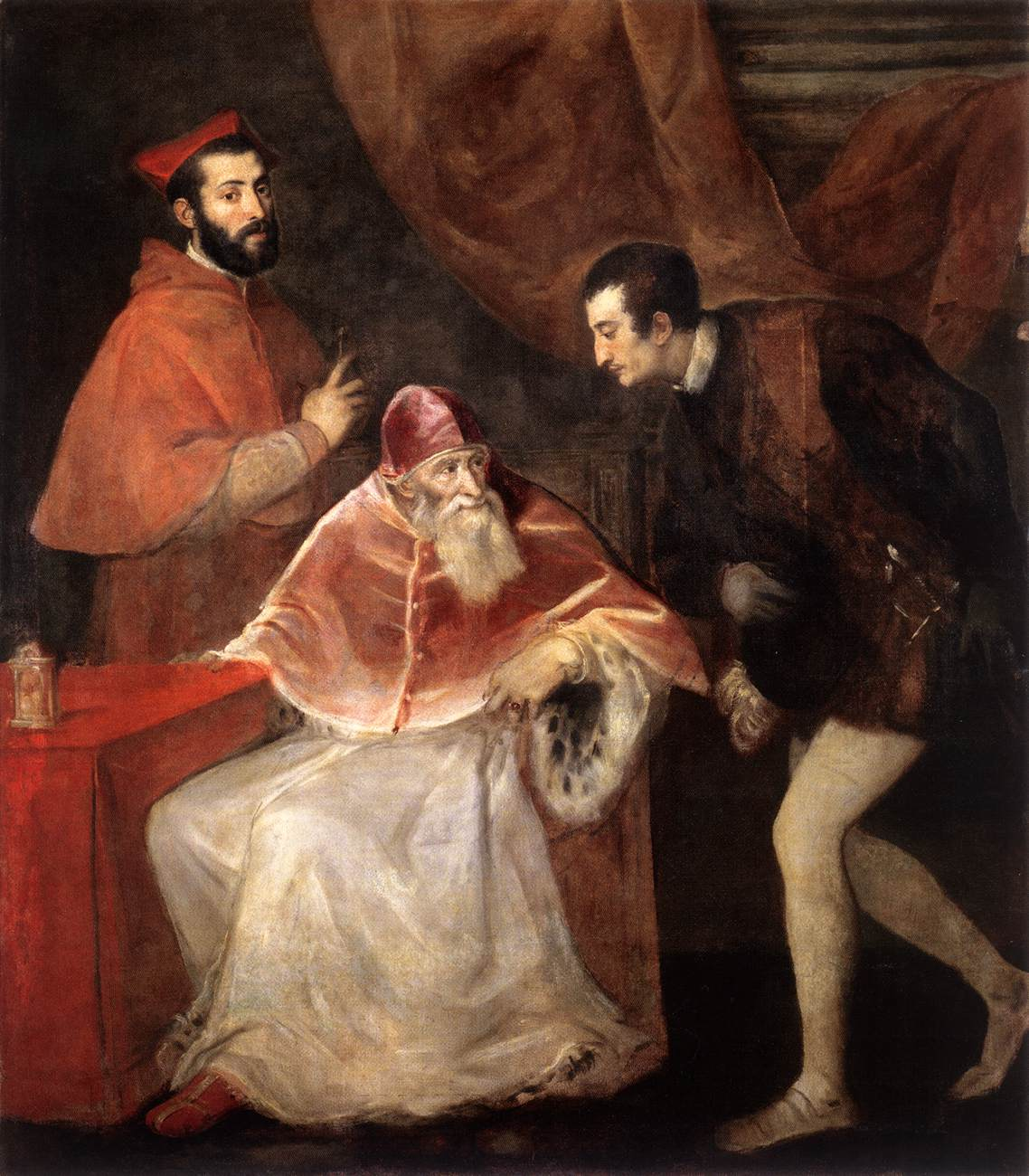
Retrato de Paulo III con sus nietos de Tiziano (1546). Alejandro aparece retratado a la derecha del pontífice.

Recibió muchos otros cargos y beneficios, favorecido por su relación familiar con el papa: tras la muerte de Hipólito de Médicis, Farnesio le sucedió en la vicecancillería papal, en el título de San Lorenzo en Damaso, en el arzobispado de Aviñón en Francia y el de Monreale en Sicilia, y tras la de Esteban Gabriel Merino le fue asignada la administración de Jaén que mantuvo poco tiempo por las protestas de Carlos I. 
Fue además gobernador de Tivoli, arcipreste de la Basílica de Santa María la Mayor y de la de San Pedro, abad in commendam del monasterio de San Lorenzo Extramuro y del de San Anastasio alle Tre Fontane, administrador de las sedes de Massa marittima y Cavaillon y del Patriarcado Latino de Jerusalén, todo ello antes de cumplir los treinta.
Paralelamente, bajo la tutela de su abuelo Paulo III y del secretario Marcello Cervini y asistido entre otros por Niccolò Ardinghelli, Girolamo Dandini y Bernardino Maffei, comenzó su carrera en asuntos de estado: en 1538 desempeñaba una misión diplomática encaminada a conseguir una alianza entre Venecia, el Sacro Imperio Romano Germánico y la Santa Sede contra los turcos que amenazaban el Mediterráneo, y acompañaba al Papa en su viaje a Niza para conseguir la paz entre Carlos V y Francisco I de Francia, enfrentados en la guerra italiana de 1536-1538; al año siguiente viajaba a Toledo (España) para expresar sus condolencias por la muerte de la emperatriz Isabel y proponer infructuosamente el matrimonio del viudo Carlos V con la princesa Margarita de Francia, en un intento de rebajar la tensión franco-imperial, y en los años siguientes oficiaba como legado ante el rey de Francia en París y ante el emperador en Flandes en el contexto de la guerra del 42, organizaba el viaje de Gasparo Contarini y Tommaso Campeggi a la Dieta de Ratisbona y la apertura del Concilio de Trento, intervenía en el mismo, intentaba un acercamiento entre el papa y el emperador para aliarse juntos contra los luteranos, y supervisaba la formación del ejército pontificio que bajo el mando de su hermano Octavio debería intervenir en la guerra de Esmalcalda, y cuya participación en el conflicto resultó un fracaso. Fue por estas fechas que se le concedió la administración de Viseo (Portugal), que mantuvo entre 1547-52.

### Carrera posterior

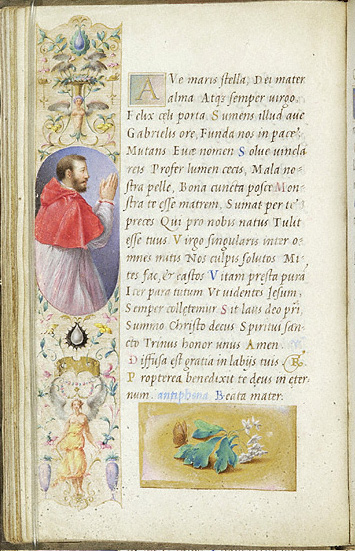
Libro de horas del cardenal Farnesio.

Participó en los cónclaves en que fueron elegidos papas Julio III, Marcelo II, Paulo IV, Pío IV, Pío V, Gregorio XIII, Sixto V; fue administrador de Tours en 1553-54, Cahors en 1554-57, Viviers en 1554, Spoleto en 1555-62, Benevento en 1556-58; protopresbítero en 1564 y cardenal obispo de Sabina al mes siguiente, de Frascati en 1565, de Porto-Santa Rufina en 1578, de Ostia-Velletri y Decano del Colegio Cardenalicio desde 1580, cardenal protector de los reinos de Sicilia, Aragón, Portugal, Polonia, Alemania y de las repúblicas de Génova y Ragusa, de los benedictinos y de los servitas.
Entre los trabajos de Farnesio destacan la construcción o restauración de: la Iglesia de Jesús en Roma, Caprarola, el palacio Farnesio cerca del Lago Bracciano, los Jardines Farnesio y el monasterio Tre Fontane. También adquirió la Villa Farnesina construida originalmente para Agostino Chigi.
De su relación con una mujer desconocida, el cardenal tuvo en 1556 una hija llamada Clelia, casada en primeras nupcias con Gian Giorgio Caesarini y en segundas con Marco Pio di Savoia.
Fallecido en Roma a los 68 años de edad de un ataque de apoplejía, fue sepultado frente al altar mayor de la Iglesia del Gesù, casa madre de los Jesuitas.